# Amanita mutabilis
Amanita mutabilis é um fungo que pertence ao gênero de cogumelos Amanita na ordem Agaricales. Foi descrito cientificamente por Beardslee em 1919.